# Winslow (Maine)
Winslow és una població dels Estats Units a l'estat de Maine (EUA). Segons el cens del 2000 tenia 7.743 habitants.

## Demografia
Segons el cens del 2000, Winslow tenia 7.743 habitants, 3.268 habitatges, i 2.212 famílies. La densitat de població era de 81,1 habitants/km².
Dels 3.268 habitatges en un 30,7% hi vivien nens de menys de 18 anys, en un 53,7% hi vivien parelles casades, en un 10,4% dones solteres, i en un 32,3% no eren unitats familiars. En el 26,8% dels habitatges hi vivien persones soles el 13,5% de les quals corresponia a persones de 65 anys o més que vivien soles. El nombre mitjà de persones vivint en cada habitatge era de 2,35 i el nombre mitjà de persones que vivien en cada família era de 2,83.
Per edats la població es repartia de la següent manera: un 24,1% tenia menys de 18 anys, un 6,3% entre 18 i 24, un 27% entre 25 i 44, un 24,6% de 45 a 60 i un 18% 65 anys o més.
L'edat mediana era de 41 anys. Per cada 100 dones de 18 o més anys hi havia 86 homes.
La renda mediana per habitatge era de 39.580$ i la renda mediana per família de 46.725$. Els homes tenien una renda mediana de 37.116$ mentre que les dones 25.429$. La renda per capita de la població era de 18.501 $. Entorn del 3,7% de les famílies i el 7% de la població estaven per davall del llindar de pobresa.